# Yogyakarta (okręg)
Okręg specjalny Yogyakarta (indonez. Daerah Istimewa Yogyakarta) – okręg w Indonezji na Jawie o statusie równym prowincji. Powierzchnia 3133 km²; 3,1 mln mieszkańców (2019); stolica Yogyakarta. Dzieli się na 1 okręg miejski i 4 dystrykty.
Obejmuje miasto Jogyakarta wraz z otaczającymi go rejonami.
Od 1755 roku Yogyakarta jest sułtanatem. W 1945 roku weszła w skład Indonezji. Rząd indonezyjski pozwolił zachować władzę sułtanowi.

## Sułtani Yogyakarty
- Hamengkubuwono I (1755–1792)
- Hamengkubuwono II (1792–1812)
- Hamengkubuwono III (1812–1814)
- Hamengkubuwono IV (1814–1823)
- Hamengkubuwono V (1823–1826)
- Hamengkubuwono IV (1826–1828)
- Hamengkubuwono V (1828–1855)
- Hamengkubuwono VI (1855–1877)
- Hamengkubuwono VII (1877–1921)
- Hamengkubuwono VIII (1921–1939)
- Hamengkubuwono IX (1940–1988)
- Hamengkubuwono X (od 1989)
- Mangkubumi (następczyni tronu)[2]